# 大阪府の市町村旗一覧
大阪府の市町村旗一覧（おおさかふのしちょうそんきいちらん）は、大阪府内の市町村に制定されている、あるいは制定されていた市町村旗の一覧である。なお、一覧の順序は全国地方公共団体コード順による。廃止された市町村旗は廃止日から順に掲載している。

## 市部
| 市         | 市旗                  | 制定有無 | 制定日         | 旗の色                                                                                           | 備考 |
| ---------- | --------------------- | -------- | -------------- | ------------------------------------------------------------------------------------------------ | ---- |
| 大阪市     |                       | あり     | 1938年4月      | 地色は藍色であり、紋章は金色が指定されている                                                     |      |
| 堺市       |                       | なし     | なし           | 地色は白色であり、紋章は紺色が指定されている                                                     |      |
| 岸和田市   |                       | あり     | 1969年12月19日 | 地色は白色であり、紋章は赤色が指定されている                                                     |      |
| 豊中市     |                       | あり     | 1939年3月30日  | 地色は藍色であり、紋章は白色が指定されている                                                     |      |
| 池田市     |                       | なし     | なし           | 地色は緑色であり、紋章は白色が指定されている                                                     |      |
| 吹田市     |                       | あり     | 1964年4月4日   | 地色は水色で紋章は赤色と白色が指定されている                                                     |      |
| 泉大津市   |                       | なし     | なし           | 地色は緑色であり、紋章は白色が指定されている                                                     |      |
| 高槻市     |                       | あり     | 1971年1月1日   | 地色は白色であり、紋章は濃青色が指定されている                                                   |      |
| 貝塚市     |                       | あり     | 1971年8月      | 地色は白色であり、紋章は赤色が指定されている                                                     |      |
| 守口市     |                       | なし     | なし           | 地色は白色であり、紋章は青色が指定されている                                                     |      |
| 枚方市     |                       | あり     | 1967年10月15日 | 地色は濃青色であり、中央に白抜きの「ひ」の図柄を置き、右上に赤色の紋章を置くことを指定されている |      |
| 茨木市     |                       | あり     | 1968年6月13日  | 地色は紫紺色であり、紋章は白色が指定されている                                                   |      |
| 八尾市     |                       | あり     | 1958年7月4日   | 地色は白色であり、紋章は赤色が指定されている                                                     |      |
| 泉佐野市   |                       | なし     | なし           | 地色は白色であり、紋章は赤色が指定されている                                                     |      |
| 富田林市   | （紺色篇） （茶色篇） | なし     | なし           | 地色は白色であり、紋章は紺色が指定されている 地色は白色であり、紋章は茶色が指定されている        |      |
| 寝屋川市   |                       | あり     | 1984年9月28日  | 地色は白色であり、紋章は濃紺色が指定されている                                                   |      |
| 河内長野市 | （黄色篇） （白色篇） | なし     | なし           | 地色は黄色であり、紋章は黒色が指定されている 地色は白色であり、紋章は茶色が指定されている        |      |
| 松原市     |                       | あり     | 1983年5月4日   | 地色は白色であり、紋章は緑色が指定されている                                                     |      |
| 大東市     |                       | あり     | 1981年3月27日  | 地色は白色であり、紋章は緑色が指定されている                                                     |      |
| 和泉市     |                       | なし     | なし           | 地色は白色であり、紋章は緑色が指定されている                                                     |      |
| 箕面市     |                       | なし     | なし           | 地色は白色であり、紋章は緑色が指定されている                                                     |      |
| 柏原市     |                       | なし     | なし           | 地色は白色であり、紋章は赤色が指定されている                                                     |      |
| 羽曳野市   |                       | なし     | なし           | 地色は紺色であり、紋章は白色が指定されている                                                     |      |
| 門真市     |                       | なし     | なし           | 地色は小豆色であり、紋章は白色が指定されている                                                   |      |
| 摂津市     |                       | あり     | 1966年10月1日  | 地色は白色であり、紋章はコバルトブルー色が指定されている                                         |      |
| 高石市     |                       | なし     | なし           | 地色は白色であり、紋章は紺色が指定されている                                                     |      |
| 藤井寺市   |                       | なし     | なし           | 指定されていなく、慣例によって色を使い分けている                                                 |      |
| 東大阪市   |                       | あり     | 2019年1月1日   | 地色は白色であり、紋章は紺色が指定されている                                                     |      |
| 泉南市     |                       | なし     | なし           | 地色は白色であり、紋章は青色が指定されている                                                     |      |
| 四條畷市   |                       | なし     | なし           | 地色は濃緑色であり、紋章は白色が指定されている                                                   |      |
| 交野市     |                       | なし     | なし           | 地色は青色であり、紋章は白色が指定されている                                                     |      |
| 大阪狭山市 |                       | なし     | なし           | 地色は白色であり、紋章は赤色が指定されている                                                     |      |
| 阪南市     |                       | なし     | なし           | 地色は白色であり、紋章は緑色が指定されている                                                     |      |

## 町村部
| 郡       | 町村       | 町村旗 | 制定有無 | 制定日         | 旗の色                                         | 備考 |
| -------- | ---------- | ------ | -------- | -------------- | ---------------------------------------------- | ---- |
| 三島郡   | 島本町     |        | あり     | 1968年12月16日 | 地色は白色であり、紋章は赤色が指定されている   |      |
| 能勢郡   | 豊能町     |        | なし     | なし           | 地色は白色であり、紋章は緑色が指定されている   |      |
| 能勢郡   | 能勢町     |        | なし     | なし           | 地色は藍色であり、紋章は白色が指定されている   |      |
| 泉北郡   | 忠岡町     |        | あり     | 1973年10月1日  | 地色は濃緑色であり、紋章は白色が指定されている |      |
| 泉南郡   | 熊取町     |        | あり     | 1981年11月3日  | 地色は緑色であり、紋章は白色が指定されている   |      |
| 泉南郡   | 田尻町     |        | なし     | なし           | 地色は藍色であり、紋章は白色が指定されている   |      |
| 泉南郡   | 岬町       |        | なし     | なし           | 地色は白色であり、紋章は水色が指定されている   |      |
| 南河内郡 | 太子町     |        | なし     | なし           | 地色は赤色であり、紋章は白色が指定されている   |      |
| 南河内郡 | 河南町     |        | なし     | なし           | 地色は緑色であり、紋章は白色が指定されている   |      |
| 南河内郡 | 千早赤阪村 |        | なし     | なし           | 地色は緑色であり、紋章は白色が指定されている   |      |

## 廃止された市町村旗
| 市郡     | 町村   | 市町村旗 | 制定有無 | 制定日 | 廃止日       | 旗の色                             | 備考 |
| -------- | ------ | -------- | -------- | ------ | ------------ | ---------------------------------- | ---- |
| 南河内郡 | 美原町 |          | なし     | なし   | 2005年2月1日 | 地色は紫色であり、紋章は白色である |      |